# 부바 호-텝
《부바 호-텝》(영어: Bubba Ho-tep)은 미국에서 제작된 2002년 코미디 공포 영화이다. 돈 코스커렐리가 각본, 연출, 제작을 맡았고, 브루스 캠벨, 오시 데이비스 등이 출연하였다.

## 줄거리
텍사스주에 자리한 한 양로원의 노인 서배스천 해프는 본인이 엘비스 프레슬리라고 주장하며 주변의 핀잔을 사고 있다. 그는 자신이 1970년대에 지나친 인기에 신물이 나 엘비스 모창자 서배스천 해프와 신분 바꿔치기를 했고 1977년에 진짜 서배스천이 죽은 후에도 서배스천으로서 평범한 삶을 누리고 있었는데 바비큐를 굽다가 프로판가스 폭발 사고로 그가 엘비스라는 걸 증빙해줄 서류가 다 불타 버렸고 서배스천으로서 공연하던 중에 엉덩이 부상으로 감염돼 혼수 상태에 빠졌으며 20년 뒤인 현재 양로원에서 지내는 것이라고 설명한다. 이젠 쇠약해지고 명성도 잃고 발기 불능까지 온 상태. 그의 유일한 친구인 흑인 잭은 자신이 존 F. 케네디 대통령인데 암살 시도 이후 피부를 검게 물들였으며 린든 존슨이 자신을 양로원에 버렸다고 주장한다. 잭은 머리에 흉터가 있는데 이게 저프루더 필름에서 확인할 수 있는 것과 같은 것인지 아닌지는 알 수가 없다.
이 상황에서 고대 이집트 미라가 양로원에 흘러 들어오게 되는데, 이는 미국 박물관 순회 전시회를 턴 절도범들이 오른 버스가 하필 폭풍에 휘말려 양로원 근처 강에 빠지면서 생긴 해프닝이다. 카우보이 복장을 입은 이 미라는 양로원 거주자들의 영혼을 빨아들이며 힘을 보충해 나간다. 엘비스는 미라의 눈을 들여다 보고 정신 감응을 통해 그의 삶과 죽음을 알게 된 후 여러 파라오의 이름을 구성하는 요소인 '호텝'과 서부인을 지칭하는 '버바'를 합쳐 이를 '버바 호텝'이라고 명명한다. 양로원 거주자들에겐 이 느릿느릿 움직이는 미라조차 큰 위협이 되어 계속 시체가 실려 나간다.
미라를 죽여야 미라에게 붙들린 영혼들이 편히 쉴 수 있기 때문에 잭은 전동 휠체어, 엘비스는 보행 보조기의 도움을 받아 이동하며 이 미라에 맞서 싸우게 된다. 미라가 입을 통해 잭의 영혼을 빨아들이려고 하자 엘비스는 미라에게 휘발유를 뿌리고 라이터로 불을 지른다. 엘비스는 심근경색으로 죽어가는 잭에게 전직 대통령에 대한 예우를 갖춘 뒤 잭이 넘긴 쪽지에 적힌 주문을 외워 보지만 엉터리라 아무 소용이 없다. 엘비스는 아직도 죽지 않은 미라에게 덤벼들어 같이 강기슭 비탈로 굴러 떨어진다. 이 과정에서 배에 치명적인 상처를 입은 엘비스는 바닥에 쓰러진 휘발유 뿌리개 뚜껑을 열어 남은 휘발유를 바닥에 흘리고 성냥불을 던진다. 다시 불이 붙은 미라는 타 죽는다.
엘비스는 강둑에 누워 죽어 가지만 자신과 다른 거주자들의 영혼을 지켰음을 알기에 죽음을 두려워 하지 않는다. 하늘의 별들이 모여 신성문자로 "다 잘 될 거야"란 메시지를 보여주자 엘비스는 "고마워, 정말 고마워"라고 화답하며 죽는다.

## 출연진
- 브루스 캠벨 - 엘비스 프레슬리 / 서배스천 해프 역
- 오시 데이비스 - 존 F. "잭" 케네디 역
- 엘라 조이스 - 간호사 역
- 하이디 만하우트 - 켈리 토머스 역
- 밥 아이비 - 버바 호텝 역
- 래리 퍼넬 - 키머사비 역
- 대니얼 로벅 - 영구차 운전사 역
- 레지 배니스터 - 양로원 관리자 역
- 해리슨 영 - 엘비스의 룸메이트 역